# Sarcophaga walayari
Sarcophaga walayari är en tvåvingeart som beskrevs av Senior-white 1924. Sarcophaga walayari ingår i släktet Sarcophaga och familjen köttflugor. Inga underarter finns listade i Catalogue of Life.